# Thomas Erndl

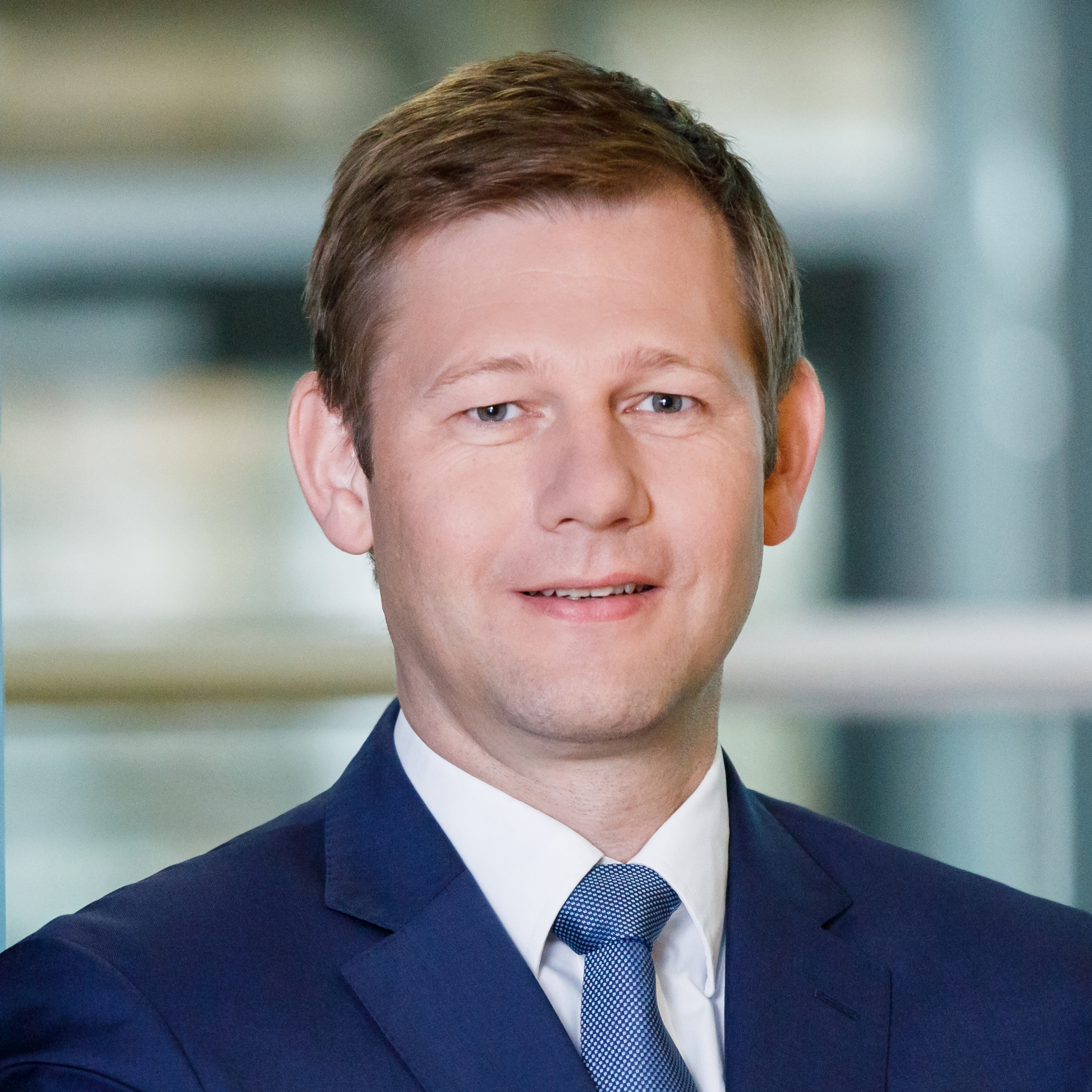
Thomas Erndl (2018)

Thomas Maximilian Erndl (* 22. Juli 1974 in Osterhofen) ist ein deutscher Politiker (CSU) und seit 2017 Mitglied des Deutschen Bundestages. Er ist seit Mai 2025 Vorsitzender der Arbeitsgruppe Verteidigung der CDU/CSU-Bundestagsfraktion.

## Ausbildung, Beruf und Familie
Nach der Grundschule Künzing und der Realschule Osterhofen machte Erndl eine Ausbildung zum Energieelektroniker bevor er das Fachabitur an der Fachoberschule Passau erwarb. 
Anschließend leistete er seinen Wehrdienst, wurde Zeitsoldat bei der Bundeswehr und durchlief die Ausbildung zum Reserveoffizier beim Gebirgspanzeraufklärungsbataillon 8 in Freyung. Als Leutnant der Reserve war er 1996 mit dem ersten IFOR-Kontingent in Bosnien-Herzegowina im Auslandseinsatz. 
Im Anschluss studierte er bis 2002 an der FH Regensburg Elektrotechnik mit Schwerpunkt Mikroelektronik. In den Jahren vor seiner Wahl in den Deutschen Bundestag war er als Elektroingenieur in der Halbleiterindustrie im Bereich Automobiltechnologie in verschiedenen Funktionen mit zum Teil globaler Produktverantwortung tätig.
Erndl wohnt in Künzing, ist römisch-katholisch, verheiratet und hat drei Söhne.

## Politische Karriere

### Partei
Erndl trat 1991 in die Junge Union und die CSU ein. Von 1993 bis 2009 war er Vorsitzender der JU Künzing-Forsthart. In den Jahren 2001 bis 2009 war er im Landkreis Deggendorf stellvertretender JU-Kreisvorsitzender. Seit 2002 gehört Erndl dem Gemeinderat Künzing an. Er war von 2002 bis 2014 Jugendbeauftragter Künzings und von 2005 bis 2019 Fraktionsvorsitzender der CSU im Gemeinderat. Erndl war von 2005 bis 2019 Ortsvorsitzender der CSU Künzing-Forsthart und ist seit 2007 stellvertretender CSU-Kreisvorsitzender. Seit 2020 ist Erndl Mitglied des Kreistags Deggendorf.
Seit 2019 ist Erndl Leiter des Fachausschusses Außenpolitik im Außen- und Sicherheitspolitischen Arbeitskreis (ASP) der CSU, seit 2023 Vorsitzender des ASP-Kreisverbands Deggendorf-Freyung-Grafenau.

### Abgeordnetentätigkeit
Erndl wurde bei der Bundestagswahl 2017 als Direktkandidat im Wahlkreis Deggendorf mit 44,1 Prozent der Stimmen gewählt und zog erstmals in den Bundestag ein. In der 19. Wahlperiode war er ordentliches Mitglied im Auswärtigen Ausschuss und stellvertretender Vorsitzender des Unterausschusses Auswärtige Kultur- und Bildungspolitik. Als solcher fungierte er als Schirmherr des Weltverbands Deutscher Auslandsschulen. Zudem war er stellvertretendes Mitglied in den Ausschüssen für Verkehr und digitale Infrastruktur sowie für Bildung, Forschung und Technikfolgenabschätzung.
Bei der Bundestagswahl 2021 verteidigte Erndl sein Direktmandat mit 37,4 Prozent der Erststimmen. In der 20. Wahlperiode war er stellvertretender Vorsitzender des Auswärtigen Ausschusses sowie Mitglied im Unterausschuss für Internationale Klima- und Energiepolitik. Darüber hinaus fungierte er innerhalb der CSU-Landesgruppe im Bundestag als Sprecher für Internationales und Sicherheit sowie der CSU-Ostbayernrunde. Ab dem 8. Juli 2022 wurde er Mitglied und stellvertretender Vorsitzender im 1. Untersuchungsausschuss.
Auch bei der Bundestagswahl 2025 wurde er als Direktkandidat im Bundestagswahlkreis Deggendorf in den Bundestag gewählt und erreichte dabei 43,3 Prozent der Erststimmen. In der 21. Legislaturperiode ist ordentliches Mitglied im Verteidigungsausschuss und stellvertretendes Mitglied im Ausschuss für Menschenrechte und humanitäre Hilfe. Zudem bleibt er Sprecher der Ostbayernrunde in der CSU-Landesgruppe und deren fachpolitischer Sprecher für Internationales und Sicherheit. Als Nachfolger von Florian Hahn wurde er im Mai 2025 zum Vorsitzenden der Arbeitsgruppe Verteidigung der CDU/CSU-Bundestagsfraktion gewählt.

### Sonstige Ämter
Von 2019 bis 2025 war Erndl stellvertretender Präsident des Verbands der Reservisten der Deutschen Bundeswehr e. V. (VdRBw). Zudem ist er Mitglied der Europa-Union Deutschland, die sich überparteilich für ein föderales Europa und die Vertiefung der europäischen Integration einsetzt.